# Brookshire Grocery Arena
A Brookshire Grocery Arena (anteriormente CenturyLink Center, CenturyTel Center e Bossier City Arena) é uma arena polivalente com 14 mil lugares, em Bossier City, Luisiana, Estados Unidos. Os direitos de nomeação foram adquiridos pela companhia telefônica CenturyLink, da cidade de Monroe, em 2010 e perduraram até 2020. Desde 2021 os direitos pertencem a companhia Brookshire Grocery Group de Tyler, Texas.
Inaugurado em 2000, durante a administração do então prefeito de Bossier City George Dement, o centro está entre vários projetos financiados em parte a partir de receitas provenientes de três casinos da cidade.
O complexo foi lar da equipe da futebol americano da AFL Bossier-Shreveport Battle Wings,  e da equipe de hóquei da CHL Bossier-Shreveport Mudbugs.
O centro sediou o torneio de basquete masculino da Southland Conference em 2001. Em 2011, o CenturyLink Center juntamente com o Louisiana Tech Lady Techsters sediou a 1 ª e 2 ª rodada jogos do torneio de basquete feminino  NCAA Women's Basketball Tournament, incluindo os dois primeiros jogos do eventual campeão Texas A&M.
Em 28 de setembro de 2002, a Liga Nacional de Hóquei (NHL) veio à arena, para um jogo pré-temporada, entre o Nashville Predators e o Atlanta Thrashers.
Em 14 de janeiro de 2007, o jogo da Liga Central de Hóquei (CHL) se deu na arena, pela primeira vez, oferecido  pelo Mudbugs.
Em 24 de outubro de 2014, a CLC realizou um jogo da NBA de pré-temporada entre o New Orleans Pelicans e o Dallas Mavericks.
Em dezembro de 2014, a Câmara Municipal de Bossier novamente rejeitou aumentos salariais para os funcionários da cidade, conforme proposto pelo prefeito Lo Walker. O colunista Jeffrey D. Sadow atribuiu a falta de fundos municipais para tais aumentos aos altos custos recorrentes associados à construção do CenturyLink, que custou US$ 1.500 por residente, ou US$ 55.6 milhões, cerca de US$ 20 milhões a mais do que o previsto pelas autoridades municipais. Em 2013, a cidade gastou US$ 5 milhões a mais para operar o centro. Pequenas equipes de esportes da liga, incapazes de sobreviver, abandonaram o CenturyLink. Só em 2013, a cidade transferiu US$ 750.000 para o CenturyLink e ainda teve déficit de US$ 200.000. Esses custos poderiam ter financiado os aumentos salariais propostos por Walker. Sadow propõe que a cidade venda o CenturyLink para que ele não se torne uma despesa municiap permanente.
Em 1 de outubro de 2016, a CLC realizou outro jogo de pré-temporada da NBA entre os Pelicanos de Nova Orleans e os Dallas Mavericks.